# Tiếng Tây Ban Nha
Tiếng Tây Ban Nha (español), cũng được gọi là tiếng Castilla (castellanoⓘ) hay tiếng Y Pha Nho theo lối nói cũ, là một ngôn ngữ thuộc nhóm Iberia-Rôman của nhóm ngôn ngữ Rôman, và là ngôn ngữ phổ biến thứ 4 trên thế giới theo một số nguồn, trong khi có nguồn khác liệt kê nó là ngôn ngữ phổ biến thứ 2 hay thứ 3. Nó là tiếng mẹ đẻ của khoảng 352 triệu người, và được dùng bởi 417 triệu người khi tính thêm các người dùng nó như ngôn ngữ thứ hai  (theo ước lượng năm 1999). Có người khẳng định rằng có thể nghĩ đến tiếng Tây Ban Nha là tiếng quan trọng thứ 2 trên thế giới, sau tiếng Anh và tiếng Pháp, do càng ngày nó càng được sử dụng phổ biến ở Hoa Kỳ, do tỷ suất sinh cao ở những nước dùng tiếng Tây Ban Nha như ngôn ngữ chính thức, do sự mở mang của các kinh tế trong giới nói tiếng Tây Ban Nha, do sự ảnh hưởng của tiếng Tây Ban Nha trong thị trường âm nhạc toàn cầu, do tầm quan trọng của văn học Tây Ban Nha và do nó được sử dụng ở rất nhiều nơi trên thế giới. Tiếng Tây Ban Nha được sử dụng phần lớn ở Tây Ban Nha, Bắc Mỹ, Nam Mỹ và Guinea Xích Đạo.

## Nhóm ngôn ngữ và các ngôn ngữ liên hệ
Tiếng Tây Ban Nha có quan hệ rất gần gũi với các ngôn ngữ ở Đông Iberia như: tiếng Asturias (asturianu), tiếng Ladino (Djudeo-espanyol, sefardí), tiếng Catalunya (català) và tiếng Bồ Đào Nha (português). Tiếng Tây Ban Nha và Bồ Đào Nha có ngữ pháp và từ vựng rất giống nhau; số lượng từ vựng tương tự nhau của hai ngôn ngữ này lên đến 89%.

### So sánh các từ vựng
| Tiếng Latin                                    | Tiếng Tây Ban Nha | Tiếng Bồ Đào Nha | Tiếng Catalan  | Tiếng Ý       | Tiếng Pháp  | Tiếng Anh        | Nghĩa tiếng Việt         |
| ---------------------------------------------- | ----------------- | ---------------- | -------------- | ------------- | ----------- | ---------------- | ------------------------ |
| nos                                            | nosotros          | nós              | nosaltres      | noi           | nous        | we               | chúng tôi                |
| fratrem germānum                               | hermano           | irmão            | germà          | fratello      | frère       | brother          | anh, em trai             |
| dies Martis (cổ điển), tertia feria (Giáo hội) | miércoles         | quarta-feira     | dimecres       | mercoledì     | mercredi    | Wednesday        | ngày Thứ Tư (trong tuần) |
| cantiōnem                                      | canción           | canção           | cançó          | canzone       | chanson     | song             | bài hát                  |
| magis hoặc plus                                | más (hoặc plus)   | mais (hoặc chus) | més (hoặc pus) | più           | plus        | more (hoặc plus) | nhiều hơn, cộng thêm vào |
| manūm sinistram                                | mano izquierda    | mão esquerda     | mà esquerra    | mano sinistra | main gauche | left hand        | bàn tay trái             |
| nihil hoặc nullam rem natam                    | nada              | nada             | res            | niente/nulla  | rien/nul    | nothing          | không có một cái gì      |

## Hệ chữ viết
Tiếng Tây Ban Nha được viết sử dụng ký tự Latin, với một chữ cái được thêm vào là "ñ" (eñe), được đọc là /ɲ/ ("nh" trong tiếng Việt) và được xem là xuất phát từ chữ "n", cho dù là được viết là một chữ "n" với một dấu ngã (~) bên trên. Những chữ ghép "ch" (che) và "ll" (elle) được xem như là những chữ cái đơn, có tên riêng và là một chữ cái trên bảng chữ cái, vì mỗi chữ đại diện cho một âm tiết khác nhau (/tʃ/ and /ʎ/) tương ứng. Tuy nhiên, chữ ghép "rr" (erre doble, chữ "r" đúp, hoặc chỉ là "erre" thay vì "ere"), cũng đại diện cho một âm đơn /r/, không được xem là một chữ đơn. Vì thế bảng chữ cái tiếng Tây Ban Nha có 28 chữ (sẽ là 29 nếu tính chữ "w", nhưng nó chỉ được sử dụng trong tên tiếng nước ngoài và từ mượn): a, b, c, ch, d, e, f, g, h, i, j, k, l, ll, m, n, ñ, o, p, q, r, s, t, u, v, (w), x, y, z. ó
Từ năm 1994, hai chữ ghép trên bị tách ra thành hai chữ cái riêng biệt để sắp xếp. Những từ có chữ "ch" bây giờ được sắp xếp theo thứ tự bảng chữ cái giữa "ce" và "ci", thay vì ở giữa "cz" như trước đây, và chữ "ll" cũng thế. Tuy nhiên, những chữ "che" (ch), và "elle" (ll) vẫn còn được sử dụng như thông tục.
Trừ những từ địa phương như ở México, việc phát âm có thể được định rõ khi đánh vần. Một từ tiếng Tây Ban Nha tiêu biểu được nhấn giọng ở âm áp chót nếu như nó tận cùng bằng một nguyên âm (không phải "y") hoặc nếu như tận cùng bằng phụ âm "n" và "s"; trong các trường hợp khác thì nhấn giọng ở âm cuối cùng. Những trường hợp ngoại lệ được biểu thị bằng một dấu sắc trên nguyên âm. Khi đó thì nguyên âm có dấu sắc sẽ được nhấn giọng.
Dấu sắc còn được sử dụng để phân biệt những từ đồng âm, nhất là khi một trong số chúng là những từ có nhấn giọng và cái còn lại thì không. So sánh "el" (mạo từ xác định giống đực số ít) với "él" (đại từ "anh ấy" hoặc "nó"); hoặc "te" ("bạn", bổ ngữ đại từ), de (giới từ "của" hoặc "từ") và "se" (đại từ phản thân) với "té" ("trà"), dé ("cho") và sé ("Tôi biết", hoặc mệnh lệnh cách của động từ "ser"), ta thấy được sự khác nhau.
Những đại từ nghi vấn (qué, cuál, dónde, quién, v.v.) cũng có dấu sắc ở những câu hỏi gián tiếp hay trực tiếp, và một số đại từ chỉ định (ése, éste, aquél, v.v.) có thể có dấu khi được sử dụng như những đại từ. Liên từ "o" ("hoặc") được thêm vào một dấu huyền khi được viết ở giữa các số với nhau để không bị lẫn với số 0 (zero): Ví dụ, "10 ò 20" phải được đọc là diez o veinte ("mười hay hai mươi") thay vì diez mil veinte ("10 020 - mười ngàn không trăm hai mươi"). Những dấu này thường được bỏ đi khi viết hoa (thói quen trước đây khi khi sử dụng máy tính vì chỉ có những chữ viết thường mới có dấu được), cho dù Học viện Hoàng gia Tây Ban Nha phản đối.
Trong trường hợp hiếm, "u" được viết với một dấu tách âm ("ü") khi nó được viết giữa chữ "g" và một nguyên âm lưỡi trước ("e" hoặc "i"), để báo hiệu là nó phải được đọc thay vì câm như thường lệ. Ví dụ, cigüeña (con cò), được đọc là /θ̟iˈɰweɲa/; nếu như nó được viết là cigueña, nó sẽ được đọc là /θ̟iˈɰeɲa/.
Những mệnh đề nghi vấn và cảm thán được bắt đầu bằng dấu chấm hỏi ngược (¿) và dấu chấm than ngược (¡).

## Phân phối địa lý của tiếng Tây Ban Nha
| Ngôn ngữ chính thức hoặc đồng chính thức | 1.000.000+ | 100.000+ | 20.000+ |

Tiếng Tây Ban Nha là ngôn ngữ cơ bản của 20 quốc gia trên thế giới. Người ta ước tính tổng số người nói tiếng Tây Ban Nha là khoảng 470 đến 500 triệu, làm nó trở thành ngôn ngữ được sử dụng rộng rãi thứ hai trên thế giới theo số lượng người bản ngữ.
Tiếng Tây ban Nha là tiếng được sử dụng nhiều thứ ba trên thế giới (sau tiếng Trung Quốc và tiếng Anh). Thống kê ngôn ngữ sử dụng trên Internet năm 2007 tiếng Tây Ban Nha cũng là ngôn ngữ được sử dụng nhiều thứ ba trên Internet, sau tiếng Anh và tiếng Trung Quốc.

## Số người nói tiếng Tây Ban Nha theo quốc gia
Bảng sau thể hiện số lượng người nói tiếng Tây Ban Nha ở 79 quốc gia. 
| Quốc gia                                  | Dân số                               | Người sử dụng tiếng Tây Ban Nha làm tiếng bản ngữ           | Người nói tiếng bản ngữ hoặc sử dụng làm ngôn ngữ thứ hai rất tốt                    | Tổng số người nói tiếng Tây Ban Nha (bao gồm những người trình độ có hạn) |
| ----------------------------------------- | ------------------------------------ | ----------------------------------------------------------- | ------------------------------------------------------------------------------------ | --- |
| Mexico                                    | 124.737.789                          | 115.631.930 (92.7%)                                         | 122.866.722 (98.5%)                                                                  | 122.866.722 (98.5%) |
| Hoa Kỳ                                    | 325.719.178                          | 41.017.620 (13.4%)                                          | 42.926.496 (82% của 57.4 triệu người Hispanic + 2,8 triệu người không phải Hispanic) | 58.008.778 (40,5 triệu người nói tiếng mẹ đẻ, 15 triệu người sử dụng như ngôn ngữ thứ hai, 7,8 triệu học sinh/sinh viên và khoảng 9 triệu người Hispanic không có giấy tờ không được bao gồm trong cuộc điều tra dân số) |
| Colombia                                  | 50,000,870                           | 49,150,870 (850,000 còn lại người nói các tiếng mẹ đẻ khác) | 49,600,863 (99.2%)                                                                   | 49,600,863 (99.2%) |
| Tây Ban Nha                               | 46,698,569                           | 43.009.382 (92,1%)                                          | 46.138.186 (98.8%)                                                                   | 46.138.186 (98.8%) |
| Argentina                                 | 44,494,502                           | 42,062,795 (95.5%)                                          | 43.780.542 (99.4%)                                                                   | 43.780.542 (99.4%) |
| Venezuela                                 | 31.828.110                           | 30.729.866 (1.098.244 nói tiếng mẹ đẻ khác)                 | 31.466.173 (98.8%)                                                                   | 31.466.173 (98.8%) |
| Peru                                      | 32.162.184                           | 27.048.397 (84.1%)                                          | 28.945.966 (86.6%)                                                                   | 28.945.966 (86.6%) |
| Chile                                     | 18.275.530                           | 17.993.930 (281.600 người nói tiếng mẹ đẻ khác)             | 18.147.601 (99.3%)                                                                   | 18.147.601 (99.3%) |
| Ecuador                                   | 16.674.000                           | 14.700.000                                                  | 16.113.906 (98,1%)                                                                   | 16.113.906 (98,1%) |
| Guatemala                                 | 16,945,000                           | 10.167.000 (60%)                                            | 14.640.480 (86.4%)                                                                   | 14.640.480 (86.4%) |
| Cuba                                      | 11,559,000                           | 11,559,000                                                  | 11.489.646 (99.4%)                                                                   | 11.489.646 (99.4%) |
| Cộng hòa Dominicana                       | 10.819.000                           | 9.300.000                                                   | 10.775.724 (99.6%)                                                                   | 10.775.724 (99.6%) |
| Bolivia                                   | 11.145.770                           | 6.464.547 (58%)                                             | 9.797.132 (87,9%)                                                                    | 9.797.132 (87,9%) |
| Honduras                                  | 8.866.351                            | 8.658.501 (207.750 người nói các ngôn ngữ mẹ đẻ khác)       | 8.777.687 (99,0%)                                                                    | 8.777.687 (99,0%) |
| Pháp                                      | 65.635.000                           | 477.564 (1% of 47.756.439)                                  | 1.910.258 (4% of 47,756,439)                                                         | 6.685.901 (14% of 47,756,439) |
| El Salvador                               | 6.349.939                            | 6.330.889 (99.7%)                                           | 6.349.939 (99.7%) (19.050 người chưa quá thành thạo)                                 | 6.349.939 (99.7%) (19.050 người chưa quá thành thạo) |
| Brasil                                    | 206.120.000                          | 460.018                                                     | 460.018                                                                              | 6.056.018 (460.018 người bản ngữ + 96.000 chưa quá thành thạo + 5.500.000 người có thể giao tiếp) |
| Nicaragua                                 | 6.218.321                            | 6,037,990 (97.1%) (490.124 người nói các tiếng mẹ đẻ khác)  | 6.218.321 (180.331 người chưa quá thành thạo)                                        | 6.218.321 (180.331 người chưa quá thành thạo) |
| Ý                                         | 60.795.612                           | 255.459                                                     | 1.037.248 (2% của 51.862.391)                                                        | 5.704.863 (11% của 51.862.391) |
| Costa Rica                                | 4.890.379                            | 4.806.069 (84.310 người nói tiếng mẹ đẻ khác)               | 4.851.256 (99,2%)                                                                    | 4.851.256 (99,2%) |
| Paraguay                                  | 6,953,646                            | 4,721,526 (67.9%)                                           | 6.953.646 (2.232.120 người chưa quá thành thạo)                                      | 6.953.646 (2.232.120 người chưa quá thành thạo) |
| Panama                                    | 3.764.166                            | 3.263.123 (501.043 người nói tiếng mẹ đẻ khác)              | 3.504.439 (93,1%)                                                                    | 3.504.439 (93,1%) |
| Uruguay                                   | 3.480.222                            | 3.330.022 (150.200 người nói tiếng mẹ đẻ khác)              | 3.441.940 (98.9%)                                                                    | 3.441.940 (98.9%) |
| Puerto Rico                               | 3.474.182                            | 3.303.947 (95.1%)                                           | 3.432.492 (98,8%)                                                                    | 3.432.492 (98,8%) |
| Morocco                                   | 34.378.000                           | 6.586                                                       | 6.586                                                                                | 3.415.000 (10%) |
| Vương quốc Anh                            | 64.105.700                           | 120.000                                                     | 518.480 (1% của 51.848.010)                                                          | 3.110.880 (6% của 51.848.010) |
| Philippines                               | 101.562.305                          |                                                             | 438.882                                                                              | 3.016.773 |
| Đức                                       | 81.292.400                           |                                                             | 644.091 (1% của 64.409.146)                                                          | 2.576.366 (4% của 64.409.146) |
| Guinea Xích Đạo                           | 1.622.000                            | 1.683                                                       | 918.000 (90.5%)                                                                      | 918.000 (90.5%) |
| Romania                                   | 21.355.849                           |                                                             | 182.467 (1% của 18.246.731)                                                          | 912.337 (5% của 18.246.731) |
| Bồ Đào Nha                                | 10.636.888                           |                                                             | 323.237 (4% của 8.080.915)                                                           | 808.091 (10% của 8.080.915) |
| Canada                                    | 34.605.346                           | 439.000                                                     | 643.800 (87% of 740,000)                                                             | 736.653 |
| Hà Lan                                    | 16.665.900                           |                                                             | 133.719 (1% của 13.371.980)                                                          | 668.599 (5% của 13.371.980) |
| Thụy Điển                                 | 9.555.893                            | 77.912 (1% của 7.791.240)                                   | 77.912 (1% của 7.791.240)                                                            | 467.474 (6% của 7.791.240) |
| Úc                                        | 21.507.717                           | 111.400                                                     | 111.400                                                                              | 447.175 |
| Bỉ                                        | 10.918.405                           |                                                             | 89.395 (1% của 8.939.546)                                                            | 446.977 (5% của 8.939.546) |
| Benin                                     | 10.008.749                           |                                                             |                                                                                      | 412.515 (học sinh) |
| Bờ Biển Ngà                               | 21.359.000                           |                                                             |                                                                                      | 341.073 (học sinh) |
| Ba Lan                                    | 38.092.000                           |                                                             | 324.137 (1% của 32.413.735)                                                          | 324.137 (1% của 32.413.735) |
| Áo                                        | 8.205.533                            |                                                             | 70.098 (1% của 7.009.827)                                                            | 280.393 (4% của 7.009.827) |
| Algérie                                   | 33.769.669                           |                                                             |                                                                                      | 223.422 |
| Belize                                    | 333.200                              | 173.597                                                     | 173.597                                                                              | 195.597 (62.8%) |
| Senegal                                   | 12.853.259                           |                                                             |                                                                                      | 205.000 (học sinh) |
| Đan Mạch                                  | 5.484.723                            |                                                             | 45.613 (1% của 4.561.264)                                                            | 182.450 (4% của 4.561.264) |
| Israel                                    | 7.112.359                            |                                                             | 130.000                                                                              | 175.231 |
| Nhật Bản                                  | 127.288.419                          | 100.229                                                     | 100.229                                                                              | 167.514 (60.000 học sinh) |
| Gabon                                     | 1.545.255                            |                                                             |                                                                                      | 167.410 (học sinh) |
| Thụy Sĩ                                   | 7.581.520                            | 150.782 (2,24%)                                             | 150.782                                                                              | 165.202 (14.420 học sinh) |
| Ireland                                   | 4.581.269                            |                                                             | 35.220 (1% của 3.522.000)                                                            | 140.880 (4% của 3.522.000) |
| Phần Lan                                  | 5.244.749                            |                                                             |                                                                                      | 133.200 (3% của 4.440.004) |
| Bulgaria                                  | 7.262.675                            |                                                             | 130.750 (2% của 6.537.510)                                                           | 130.750 (2% của 6.537.510) |
| Bonaire và Curaçao                        | 223.652                              | 10.699                                                      | 10.699                                                                               | 125.534 |
| Na Uy                                     | 5.165.800                            | 21.187                                                      |                                                                                      | 103.309 |
| Cộng hòa Séc                              | 10.513.209                           |                                                             |                                                                                      | 90.124 (1% của 9.012.443) |
| Hungary                                   | 9.957.731                            |                                                             |                                                                                      | 83.206 (1% của 8.320.614) |
| Aruba                                     | 101.484                              | 6.800                                                       | 6.800                                                                                | 75.402 |
| Trinidad và Tobago                        | 1.317.714                            | 4.100                                                       | 4.100                                                                                | 65.886 (5%) |
| Cameroon                                  | 21.599.100                           |                                                             |                                                                                      | 63.560 (học sinh) |
| Andorra                                   | 84.484                               | 33.305                                                      | 33.305                                                                               | 54.909 |
| Slovenia                                  |                                      |                                                             | 35.194 (2% của 1.759.701)                                                            | 52.791 (3% của 1.759.701) |
| New Zealand                               |                                      | 21.645                                                      | 21.645                                                                               | 47.322 (25.677 học sinh) |
| Slovakia                                  | 5.455.407                            |                                                             |                                                                                      | 45.500 (1% của 4.549.955) |
| Trung Quốc                                | 1.339.724.852                        |                                                             |                                                                                      | 30.000 (học sinh) |
| Gibraltar                                 | 29.441                               | 22.758 (77.3%)                                              |                                                                                      | |
| Lithuania                                 | 2.972.949                            |                                                             |                                                                                      | 28.297 (1% của 2.829.740) |
| Luxembourg                                | 524.853                              | 4.049 (1% của 404.907)                                      | 8.098 (2% của 404.907)                                                               | 24.294 (6% của 404.907) |
| Nga                                       | 143.400.000                          | 3.320                                                       | 3.320                                                                                | 23.320 |
| Tây Sahara                                | 513.000                              | n.a.                                                        |                                                                                      | 22.000 |
| Guam                                      |                                      |                                                             |                                                                                      | 19.092 |
| Virgin thuộc Mỹ                           |                                      | 16.788                                                      | 16.788                                                                               | 16.788 |
| Latvia                                    | 2.209.000                            |                                                             |                                                                                      | 13.943 (1% của 1.447.866) |
| Thổ Nhĩ Kỳ                                | 73.722.988                           | 1.134                                                       | 1.134                                                                                | 13.480 |
| Síp                                       |                                      |                                                             |                                                                                      | 2% của 660.400 |
| Ấn Độ                                     | 1.210.193.422                        |                                                             |                                                                                      | 9.750 (học sinh) |
| Estonia                                   |                                      |                                                             |                                                                                      | 9.457 (1% của 945.733) |
| Jamaica                                   | 2.711.476                            | 8.000                                                       | 8.000                                                                                | 8.000 |
| Namibia                                   |                                      | 3.870                                                       |                                                                                      | |
| Ai Cập                                    |                                      |                                                             |                                                                                      | 3.500 |
| Malta                                     |                                      |                                                             |                                                                                      | 3.354 (1% của 335.476) |
| Liên minh Châu Âu (ngoại trừ tây Ban Nha) | 460.624.488                          | 2.397.000 (934.984 người đã tính)                           |                                                                                      | |
| Tổng                                      | 7.362.000.000 (Tổng dân số thế giới) | 456.136.615 (6,2 %)                                         | 493.202.839 (6,7 %)                                                                  | 540.631.271 (7,4 %) |

## Ngữ pháp
Tiếng Tây Ban Nha là một ngôn ngữ có nhiều biến tố, có hai giống cho danh từ (giống đực và giống cái) và khoảng 50 hình thái chia động từ cho một động từ, nhưng ít biến tố hơn cho danh từ, tính từ và từ hạn định.
Tiếng Tây Ban Nha có sử dụng giới từ, và thông thường (nhưng không phải luôn luôn) thì tính từ đứng sau danh từ. Cấu trúc câu là SVO (Subject Verb Object), tức là Chủ ngữ - Động từ - Bổ ngữ, cho dù những sự biến đổi thì cũng khá phổ biến. Có thể lược bỏ chủ ngữ đi khi ngữ cảnh trong câu đã rõ ràng. Động từ diễn tả hướng đi mà không cần phải có giới từ.